# Andsvatnet
Der Andsvatnet (nordsamisch Áisajávri) ist ein See auf dem Gebiet der Kommunen Målselv und Sørreisa in der Provinz Troms, Norwegen. Er liefert das Trinkwasser für weite Teile der Kommune Målselv, einschließlich der Heeres- und Luftwaffen-Garnisonen in Bardufoss.

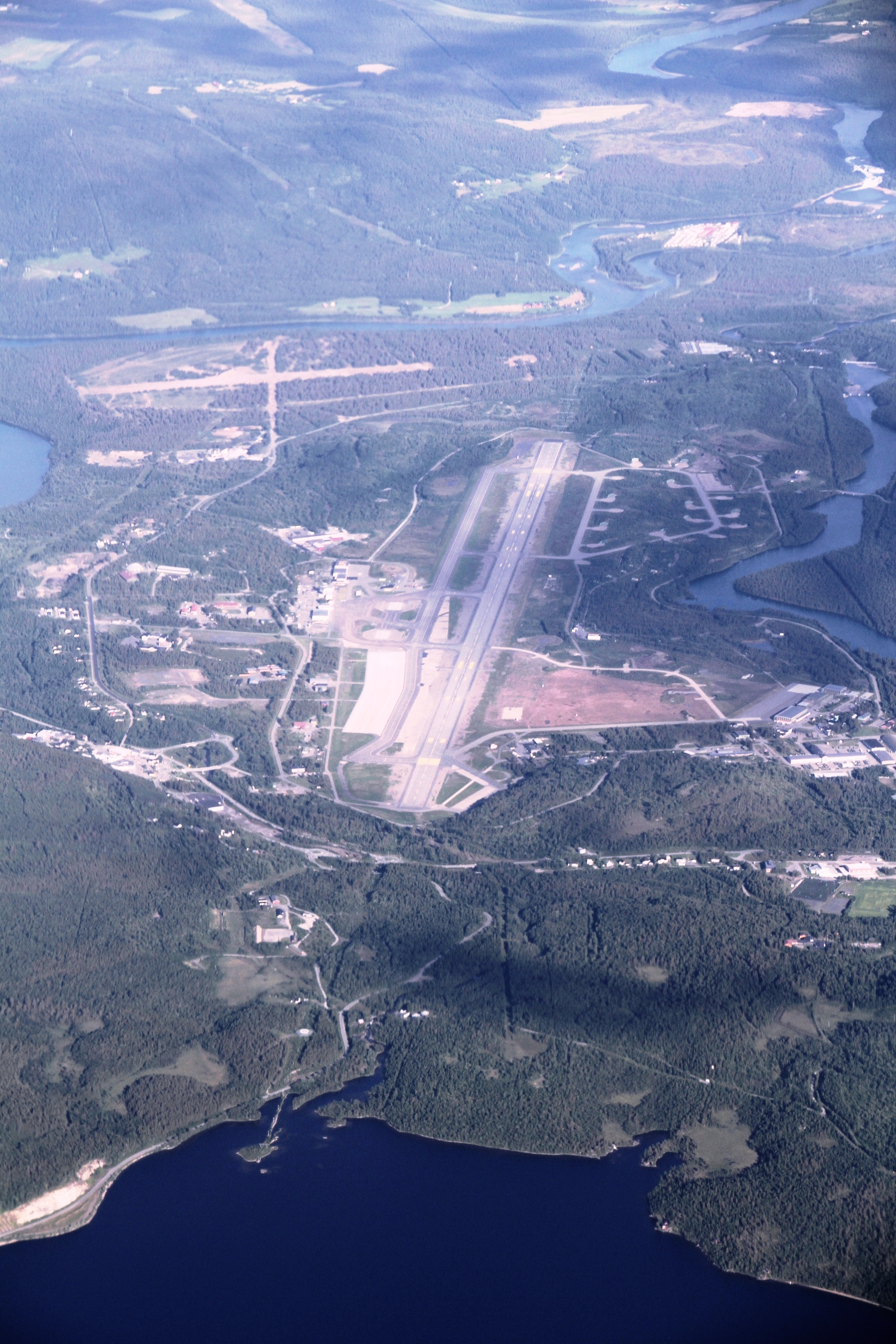
Bardufoss Flugplatz von Westen, vorn der See Andsvatnet

Der See ist etwa 7 km lang und durchschnittlich 1 km breit, hat 6,75 km² Fläche und eine Küstenlänge von knapp über 21 km. Er erstreckt sich von Nordwest nach Südost und entlang seiner Nordseite verläuft die Provinzstraße 86 von Bardufoss nach Sørreisa, die in Bardufoss an der Europastraße 6 (E 6) beginnt. 
Der Andsvatnet wird von dem Fluss Andselva entwässert, der nach etwa 1,5 km unter der E 6 hindurch, dann in langgezogenem Linksbogen am Westende der Landebahn des Flughafens Bardufoss vorbeifließt und schließlich nach weiteren 3 km nördlich des Flughafens in die Målselva mündet. 